# Đường tỉnh 330
Đường tỉnh 330 hay tỉnh lộ 330, viết tắt ĐT330 hay TL330, là đường tỉnh ở các huyện Tiên Yên, Ba Chẽ tỉnh Quảng Ninh và Sơn Động tỉnh Bắc Giang, Việt Nam.
Đường tỉnh 330 bắt đầu từ ngã ba Hà Dong trên quốc lộ 18A ở xã Hải Lạng, huyện Tiên Yên, tỉnh Quảng Ninh 21°19′12″B 107°21′24″Đ / 21,319945°B 107,356668°Đ.
Đường đi hướng tây nam tới thị trấn Ba Chẽ 21°16′21″B 107°17′51″Đ / 21,2725°B 107,2975°Đ, và tiếp tục về hướng tây qua xã Thanh Lâm của huyện.
Đến xã Dương Hưu, huyện Sơn Động, tỉnh Bắc Giang đường nối tới quốc lộ 279 ở ngã ba Làng Mục 21°15′32″B 106°54′20″Đ / 21,25889°B 106,90556°Đ .